# 鸿基教堂
鸿基教堂（Nhà thờ Hòn Gai）是一座罗马天主教教堂，位于越南广宁省下龙市白藤坊（phường Bạch Đằng）教堂街（phố Nhà thờ）道山（Núi Đạo）。
第一座鸿基教堂创建于1933年，白头山（núi Bài Thơ）。该堂于1967年遭到美国空军炸弹的袭击，击中被毁。直到1998年，鸿基教堂具备建造新教堂的条件。
该堂为罗曼式建筑,长42米，宽11米，钟楼高33米。

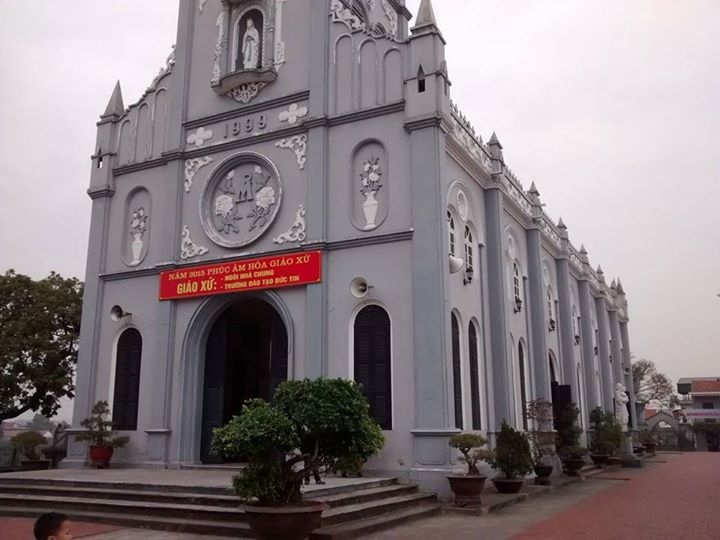
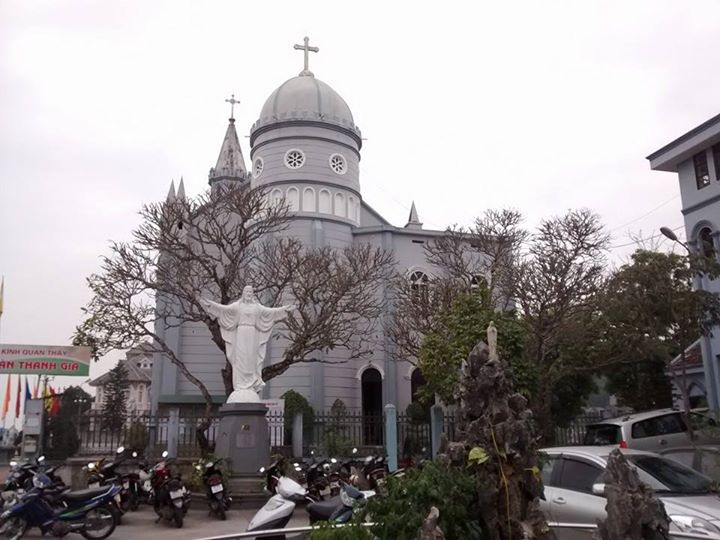
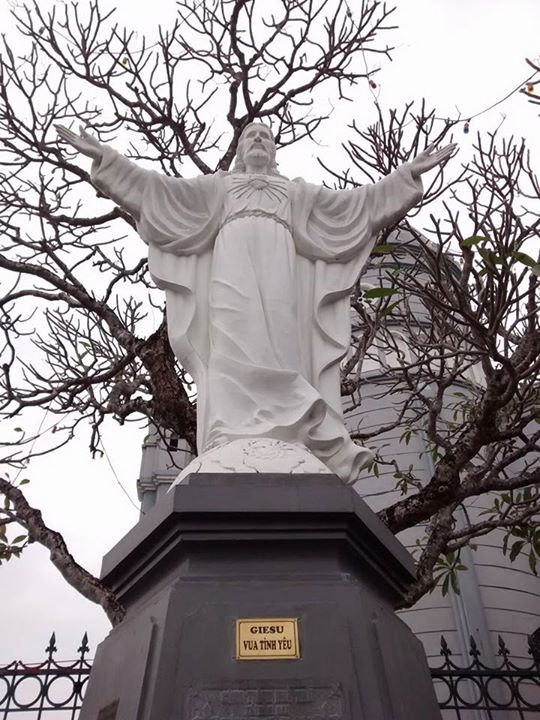
耶稣像
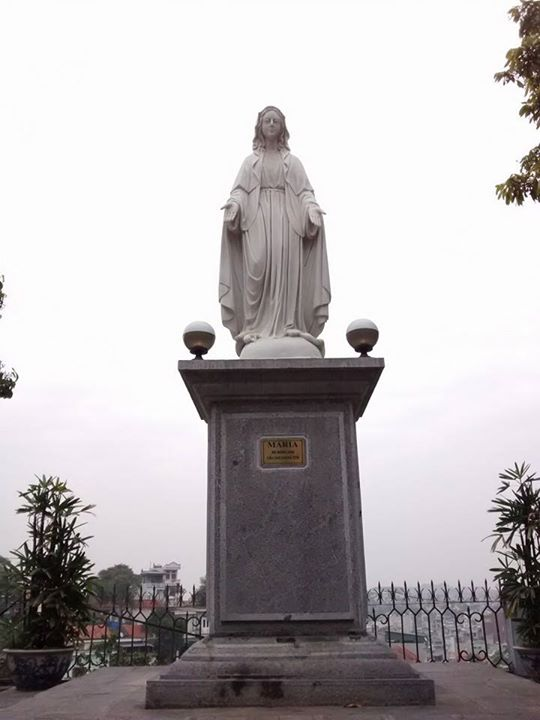
圣母像